# 楊益 (正統進士)
楊益（1416年—？），字光謙，山東東昌府臨清縣人，民籍。明朝政治人物。進士出身。

## 生平
山東鄉試第十一名。正統七年（1442年）壬戌科會試第七十六名，殿試登進士第三甲第十六名。

## 家族
曾祖父楊彥名。祖父楊勝。父亲楊孟鎮。